# Завръщане в къщата на страшния хълм
„Завръщане в къщата на призрачния хълм“ (на английски: Return to House of Haunted Hill) е американски филм на ужасите от 2007 г. и продължение на „Къщата на призрачния хълм“ (2007). Режисиран от Виктор Гарсия и по сценарий на Уилям Маса, във филма участват Аманда Ригети, Том Райли, Серина Винсент и Ерик Паладино. Филмът е пуснат на 16 октомври 2007 г. във формати DVD, Blu-ray и HD DVD.